# Coles

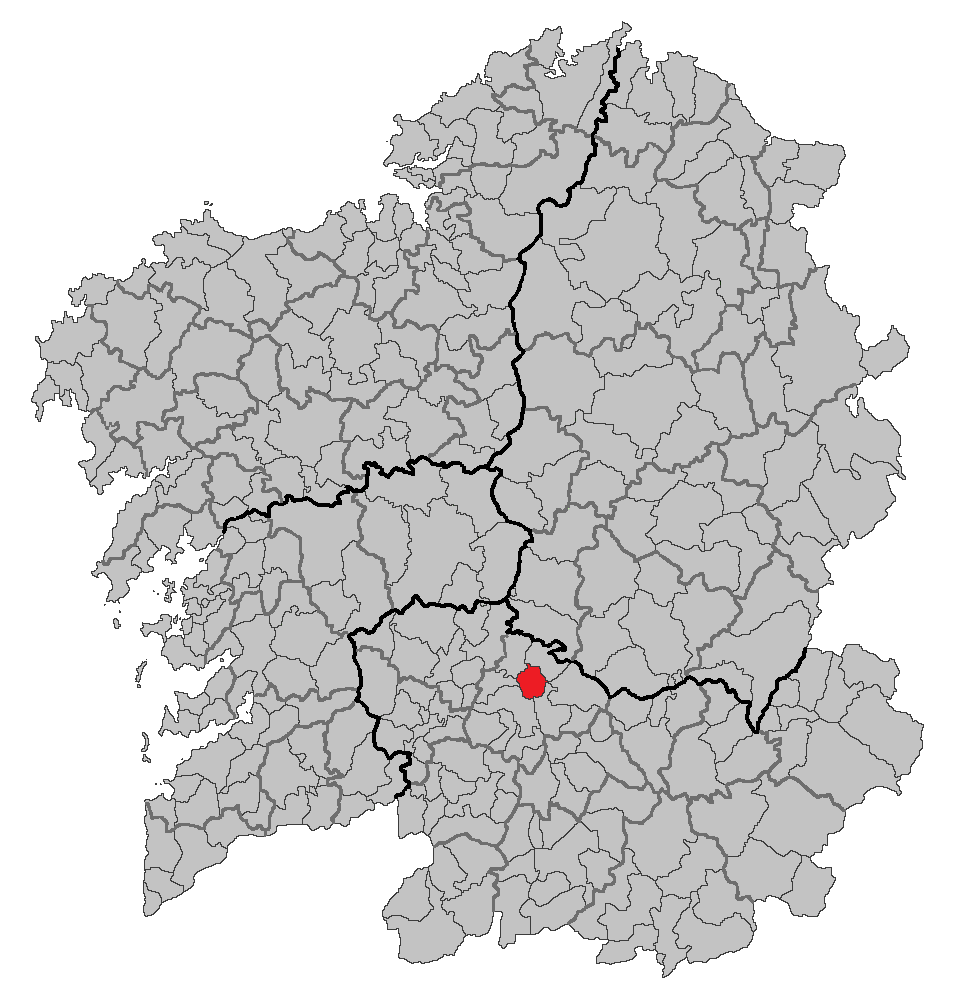
Localização de Coles

Coles é um município da Espanha na província 
de Ourense, 
comunidade autónoma da Galiza, de área 38,11 km² com 
população de 3257 habitantes (2007) e densidade populacional de 85,24 hab/km².

## Demografia
| Variação demográfica do município entre 1991 e 2004 | Variação demográfica do município entre 1991 e 2004 | Variação demográfica do município entre 1991 e 2004 | Variação demográfica do município entre 1991 e 2004 |
| --------------------------------------------------- | --------------------------------------------------- | --------------------------------------------------- | --------------------------------------------------- |
| 1991                                                | 1996                                                | 2001                                                | 2004                                                |
| 3226                                                | 3082                                                | 3171                                                | 3252                                                |